# Satiricosissimo
Satiricosissimo è un film del 1970 diretto da Mariano Laurenti. 
Il film è una parodia di Fellini Satyricon del 1969, il quale viene esplicitamente nominato insieme al regista Federico Fellini. Questo film a sua volta era una libera rivisitazione dell'opera antica Satyricon di Petronio Arbitro.
Molte scene del film vengono riutilizzate per il film di montaggio Franco e Ciccio in uno storico pasticcio, uscito nel 2000 sotto la guida di Bruno Mattei e Chiara Peritore.

## Trama

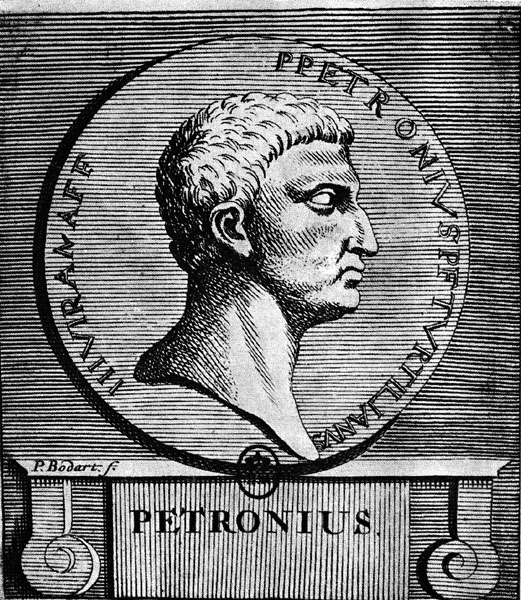
Ritratto di Petronio Arbitro

Roma, 1970. Durante un viaggio in automobile, Ciccio racconta a Franco le storie che ha letto nel Satyricon di Petronio. I due, infatti, sono camerieri ingaggiati per una festa che riprende usi e costumi degli antichi romani, e si ispira in particolare alla cena di Trimalcione descritta nel romanzo. Durante il ricevimento, i protagonisti rompono una brocca contenente un vino antichissimo, e per sfuggire alla punizione (fin troppo realistica per i gusti di Franco) scappano in un bosco dove si addormentano, e il giorno dopo vengono imprigionati da due pretoriani: secondo loro, Franco e Ciccio sono due schiavi chiamati Critone e Cratino, fuggiti dal loro padrone, proprio Petronio, che tuttavia si dimostra benevolo con loro.
Sconvolti dal capire che sono finiti nell'antica Roma, possono solo adattarsi a fare gli schiavi di Petronio, e lo portano ad un suo appuntamento con l'imperatore Nerone. Giunti al palazzo imperiale, Franco e Ciccio sventano senza saperlo un attentato alla vita di Nerone da parte di suo fratello, per questo conquistano la fiducia dell'imperatore che li fa entrare nel suo servizio segreto, il SIFAR, guidato da Tigellino. Si travestono da barbari e si inoltrano nei bassifondi romani per cercare notizie su eventuali rivolte contro Nerone.
Qui vengono adescati da Poppea, che insieme ad una sua ancella, prima li narcotizza, poi, nascondendo comunque la sua vera identità, fa credere loro di aver avuto una notte di passione con le due donne, di averle disonorate e quindi per rimediare dovranno uccidere il marito di lei. Tuttavia l'ancella è in realtà un agente di Tigellino, che informato del complotto incarica proprio Ciccio e Franco di arrestare i due barbari, e i due, credendo sia una faccenda diversa, accettano. A complicare ancora di più le cose, anche la madre di Nerone, Agrippina minore, sta organizzando l'omicidio del figlio grazie alla complicità di un centurione suo amante, che ha assoldato due barbari.
Poppea ha organizzato in una taverna un festival canoro, e Nerone, appassionato di musica ma con risultati orribili, vi si reca. Anche Franco e Ciccio sono presenti, perché dovrebbero arrestare i barbari che dovranno uccidere Nerone, ma poi capiscono che quei barbari sono proprio loro: cercano quindi di scappare e vengono scambiati per i barbari assoldati dall'amante di Agrippina. Franco e Ciccio sventano due attentati contro Nerone, che scopre poi il complotto contro di lui e fa uccidere tutti i congiurati.
Ma il popolo romano non tollera il matricidio e si ribella: Nerone incarica dunque Ciccio e Franco di incendiare la città. I due riescono a provocare il famoso grande incendio di Roma, ma vengono catturati, processati e condannati ai combattimenti tra gladiatori. Qui, dopo aver sostenuto alcuni combattimenti, riescono a fuggire dall'arena grazie a Petronio che li munisce di un carro. Durante la fuga stanno per schiantarsi contro un muro quando all'improvviso si ritrovano nel tempo presente: era stato tutto solo un sogno di Franco.
I due sono infatti camerieri in un ristorante che ricrea l'atmosfera dell'antica Roma, e i vari personaggi del loro sogno sono in realtà persone del ristorante. Tra di esse c'è il commendatore Brambilla, un antipatico milanese che ha ispirato a Franco la figura di Nerone, e quando il nostro lo sente parlare come l'imperatore, si vendica di quanto subito nel sogno rovesciandogli in testa della pasta, per poi scappare insieme a Ciccio.